# Gladkara bramka
Gladkara bramka är en insektsart som beskrevs av Irena Dworakowska 1995. Gladkara bramka ingår i släktet Gladkara och familjen dvärgstritar.
Artens utbredningsområde är Brunei. Inga underarter finns listade i Catalogue of Life.